# Historia cyfrowa
Historia cyfrowa, historia digitalna (ang. digital history) – praktyka badań i edukacji historycznej wykorzystująca narzędzia i zasoby cyfrowe; także kierunek teoretyczny w historiografii i historiozofii poruszający wynikające z cyfryzacji kultury i obiegu naukowego wyzwania dla nauki historycznej.
Jedną z czołowych instytucji historii cyfrowej jest amerykańskie Centrum Historii i Nowych Mediów (ang. Center for History and New Media), zorganizowane przy Uniwersytecie George'a Masona w Fairfax w Wirginii. Na stronach CHNM historia cyfrowa definiowana jest jako:

podejście do badania i reprezentowania przeszłości uwzględniające nowe technologie komunikacyjne, takie jak komputery i Sieć. Opiera się na istotnych właściwościach cyfrowej rzeczywistości, takich jak bazy danych, hipertekstualizacja i sieci, aby tworzyć i udostępniać wiedzę historyczną. Historia cyfrowa dopełnia inne formy historii – w istocie podkreśla siłę i metodologiczny rygor tego wiekowego sposobu ludzkiego rozumowania, używając najnowszych technologii.

## Definiowanie historii cyfrowej
Historia cyfrowa jest pojęciem obejmującym bardzo szeroki wachlarz problemów, m.in. praktykę i teorię digitalizacji zbiorów dziedzictwa historycznego oraz cyfrowych wydań tekstów historycznych, metody eksploracji tekstów (ang. text mining), archiwizację i badanie zbiorów cyfrowych (w tym zasobów WWW), nowe formy historycznych publikacji naukowych oraz komunikacji naukowej czy historyczne projekty nauki obywatelskiej. Z tego też powodu zasadność wykorzystywania tego pojęcia bywa kwestionowana (zob. brzytwa Ockhama): skoro już dziś w praktyce badań historycznych powszechnie wykorzystywane są narzędzia i zbiory cyfrowe (choćby biblioteki cyfrowe, edytory tekstów), proponowanie nowego kierunku nie wydaje się racjonalne. W dyskusji na łamach Journal of American History Michael Frisch przekonywał:

Jestem sceptyczny co do trwałej wartości pojęcia "historii cyfrowej", zniknie ono oznaczając zbyt wiele lub zbyt mało i wkrótce będzie tak nieuniknione (czy w perspektywie dwudziestu lat ktokolwiek będzie prowadził profesjonalne badania historyczne bez wykorzystywania tego, o czym mówimy [narzędzi i zasobów cyfrowych]?), że przestanie nadawać się do wykorzystania w treści specjalistycznego kursu, warsztatu lub bloga.

Z drugiej jednak strony historia cyfrowa uznana być może za odrębny kierunek badań i teorii historycznej, który nie mógłby się rozwinąć gdyby nie dostępność zasobów i narzędzi cyfrowych. Tworzenie cyfrowych edycji źródłowych i wizualizacji historycznych, automatyczna eksploracja tekstów czy projektowanie archiwów cyfrowych wymaga wiedzy i kompetencji wychodzących poza tradycyjny warsztat badania przeszłości. 

## Archiwistyka cyfrowa
Historia cyfrowa nie istnieje bez źródeł w formie cyfrowej. Jednymi z najważniejszych problemów poruszanych w ramach tego kierunku badawczego są więc metody gromadzenia, opracowywania, przetwarzania i udostępniania źródeł, tak zdigitalizowanych (posiadających swoje analogowe oryginały), jak i źródeł born digital.

## Społeczność naukowa
Wyraźnym wątkiem w dyskusjach na temat historii cyfrowej jest komunikacja naukowa. Praktycy nowych cyfrowych metod badań i edukacji historycznej są aktywni w Internecie. Biorą udział w projektach pracy grupowej online, prowadzą blogi i kontaktują się ze sobą w ramach nieformalnej grupy na Twitterze (#twitterstorians). Podobnie jak w przypadku cyfrowej humanistyki (ang. digital humanities) standardem staje się naukowa dyskusja online czy publikowanie w modelu otwartego dostępu oraz alternatywne modele konferencji naukowych, np. THATCampy.